# Зеркало (фильм, 1997)
«Зеркало» (перс. آینه; англ. транслит. Ayneh) — иранский художественный фильм Джафара Панахи 1997 года.

## Сюжет
Фильм по своей внутренней композиции делится на две части.
В первой части Мина, первоклассница, обнаруживает, что мать не смогла забрать её из школы. Главная героиня самостоятельно стремится найти дорогу домой. Мина встречает множество людей на улицах Тегерана, и большинство из них пытаются помочь ей, в то время как другие проявляют безразличие.
Во второй части фильм из игрового превращается в псевдодокументальный: актриса, исполняющая роль Мины, недовольная положением дел, сначала смотрит в объектив камеры, а после открыто заявляет, что не будет сниматься в данном фильме. Всё остальное время на экране демонстрируется, как девочка по-прежнему ищет дорогу домой. Но здесь, в отличие от первой части, зритель «подсматривает» за её действиями.
В конце фильма Мина возвращается домой.

## В ролях
Имена героев и имена актёров совпадают.
| Актёр              | Роль                    |
| ------------------ | ----------------------- |
| Мина Мохаммад Хани | Мина, школьница         |
| Джафар Панахи      | Джафар Панахи, режиссёр |
| Казем Мождехи      | Казем Мождехи           |
| N. Omuni           | N. Omuni                |
| M. Shizad          | M. Shizad               |
| T. Samadpour       | T. Samadpour            |

## Оценка
В 2006 году Джафар Панахи, режиссёр фильма, в одном из интервью заявил, что данный фильм призван показать, как «реальность и воображение переплетаются». Он также отметил, что при просмотре фильма зритель не подозревает, что это драма, а воспринимает показанное как реальность.

#### Критика
Фильм был принят положительно критиками. Так, по данным агрегатора Rotten Tomatoes, «Зеркало» получило 100 % положительных отзывов от кинокритиков (на основе 7 рецензий) и более 85 % от зрителей. Заключение агрегатора «No consensus yet».

#### Награды
| Название фестиваля                     | Номинация                                 | Номинант      | Результат |
| -------------------------------------- | ----------------------------------------- | ------------- | --------- |
| Кинофестиваль в Локарно                | Golden Leopard                            | Джафар Панахи | Победа    |
| Istanbul International Film Festival   | Golden Tulip                              | Джафар Панахи | Победа    |
| Singapore International Film Festival  | Silver Screen Award (Best Asian Director) | Джафар Панахи | Победа    |
| Valladolid International Film Festival | Golden Spike                              | Джафар Панахи | Номинация |